# Jean Marie Roland
Jean-Marie Roland, wicehrabia de la Platière (ur. 18 lutego 1734 – zm. 10 listopada 1793) – polityk francuski czasów Wielkiej Rewolucji Francuskiej, żyrondysta, minister spraw wewnętrznych w 1792 roku.

## Młodość
Jean-Marie Roland urodził się w Thizy. Od dziecka wyróżniał się pracowitością i ambicją, jednak z powodu słabego stanu zdrowia musiał zrezygnować z pierwotnych planów dorobienia się za granicą. Przez kilka lat był urzędnikiem w Amiens, a następnie w Lyonie.
W 1780 roku ożenił się z Marie-Jeanne Philipon. W 1791 roku przeprowadzili się do Paryża, gdzie wspólnie uczestniczyli w obradach klubu jakobinów.

## Żyrondysta
23 marca 1792, gdy żyrondyści oficjalnie formowali gabinet rządowy, Roland otrzymał stanowisko ministra spraw wewnętrznych. Wykazał się po raz kolejny talentem administratora i niezłym piórem, wydawał bowiem liczne deklaracje, ponownie jednak ich współautorką była jego żona. Wspólnie napisali również list do króla Ludwika XVI, w którym domagali się zdjęcia weta królewskiego wobec dekretów przeciwko emigrantom i księżom niekonstytucyjnym. List, czy też raczej ujawnienie jego treści do wiadomości opinii publicznej, stał się przyczyną utraty stanowiska przez Rolanda (13 czerwca 1792), jednak przysporzył mu popularności w kręgach rewolucjonistów.
Po obaleniu monarchii 10 sierpnia 1792 roku Roland został ponownie ministrem spraw wewnętrznych i wszedł do Konwentu jako członek frakcji żyrondystów. Otwarcie wrogo odnosił się do ludowej Komuny Paryża, zgłosił nawet propozycję przeniesienia siedziby zgromadzenia do prowincjonalnego Blois, gdzie nie byłoby one tak otwarcie poddawane naciskowi sankiulotów. Po odnalezieniu w Tuileries żelaznej szafy zawierającej dokumenty dowodzące kolaboracji Ludwika XVI z Austrią i Prusami, Roland został oskarżony o próbę ukrycia tych dowodów zdrady i zniszczenie dalszych istotnych dokumentów. W procesie króla opowiadał się za rozpisaniem referendum decydującego o jego losie. Wkrótce potem zrezygnował ze wszystkich piastowanych stanowisk.

## Upadek i śmierć
Po obaleniu żyrondystów 2 czerwca 1793 roku Roland uciekł samotnie do Rouen, gdzie na wieść o zgilotynowaniu swojej żony zasztyletował się. Pozostawił list pożegnalny, w którym protestował przeciw eskalowaniu rewolucyjnego terroru.